# PTKiGK Zabrze
Przedsiębiorstwo Transportu Kolejowego i Gospodarki Kamieniem Sp. z o.o. – przedsiębiorstwo transportowe z siedzibą w Zabrzu. 
Przedsiębiorstwo PTKiGK Zabrze istniało w latach 1953–2007. Miało charakter kolei górniczych. Obsługiwało kopalnie węgla kamiennego oraz przemysł ciężki na terenie GOP. Po połączeniu w 2007 roku z firmą KP Kuźnica Warężyńska majątek PTKiGK Zabrze wszedł w skład nowej spółki PTK Holding.
Do zadań PTKiGK Zabrze należało prowadzenie ruchu kolejowego na bocznicach kolejowych, utrzymanie i remonty układu torowego, remonty taboru kolejowego oraz budowa nowych bocznic kolejowych.